# Benjamin E. Grey
Benjamin Edwards Grey (* 1809 bei Bardstown, Kentucky; † 1875 in Selma, Alabama) war ein US-amerikanischer Politiker. Zwischen 1851 und 1855 vertrat er den Bundesstaat  Kentucky im US-Repräsentantenhaus.

## Werdegang
Benjamin Grey war ein Enkel von Benjamin Edwards (1753–1829), der zwischen 1793 und 1795 den Staat Maryland im Kongress vertrat. Sowohl sein Geburts- als auch sein Sterbedatum sind unbekannt. Er genoss eine gute Grundschulausbildung. Nach einem anschließenden Jurastudium und seiner Zulassung als Rechtsanwalt begann er in Hopkinsville in diesem Beruf zu praktizieren. Gleichzeitig schlug er eine politische Laufbahn ein.
Grey wurde Mitglied der Whig Party. In den Jahren 1838 und 1839 war er Abgeordneter im Repräsentantenhaus von Kentucky; von 1847 bis 1851 gehörte er dem Staatssenat an. Zeitweise war er Präsident dieser Kammer und kommissarischer Vizegouverneur von Kentucky. Bei den Kongresswahlen des Jahres 1850 wurde Grey im zweiten Wahlbezirk von Kentucky in das US-Repräsentantenhaus in Washington, D.C. gewählt, wo er am 4. März 1851 die Nachfolge von James Leeper Johnson antrat. Nach einer Wiederwahl im Jahr 1852 konnte er bis zum 3. März 1855 zwei Legislaturperioden im Kongress absolvieren, die von den Spannungen im Vorfeld des Bürgerkrieges geprägt waren.
Bei den Wahlen des Jahres 1854 verlor Benjamin Grey gegen John P. Campbell von der American Party. Danach verliert sich seine Spur. Sicher ist nur, dass er nach seinem Ausscheiden aus dem Kongress 1875 in Selma starb.